# Estrella d'Aixanti
L'Estrella d'Aixanti (anglès: Ashanti Star) va ser creada l'any 1896 per als membres de l'expedició contra el rei Aixanti Prempeh, en la quarta guerra angloaixanti que va durar des de desembre de 1895 fins a febrer de 1896.
Les forces que es van classificar per a la medalla incloïen el segon batalló del regiment de West Yorkshire i un batalló compost format per entre 16 i 26 homes de cadascun dels tres regiments de Guàrdies a peu i vuit regiments d'infanteria. Aproximadament la meitat de les tropes desplegades eren forces hausa reclutades localment. Tres Germanes Infermeres també van ser presents i van rebre la medalla.

## Descripció
Una estrella de quatre puntes de bronze superposada a una creu sautor de 38 mm d'amplada, suspesa per un llaç i un anell.
- Anvers: un medalló central amb un cercle inscrit "Ashanti 1896", que envolta una corona imperial.
- Revers: dins d'un rebaix central circular la inscripció "From the Queen", la resta de la superfície del revers és plana.
- Cinta: 31 mil·límetres (1,2 polzades) d'amplada, groga amb dues ratlles negres.
- Denominació: Atorgat sense nom, excepte als membres del regiment de West Yorkshire, el coronel dels quals va fer gravar les medalles a les seves despeses.[3]

El disseny s'atribueix a la princesa Beatriu, la filla menor de la reina Victòria, el marit de la qual, el príncep Enric de Battenberg, va morir de malària durant la campanya.